# براكاش كارات
براكاش كارات المولود قي 7 فبراير، 1948 (وفي السجل الرسمي 19 أكتوبر 1947) في رانغون، بورما) هو سياسي شيوعي في الهند، والأمين العام الحالي للحزب الشيوعى الهندى (الماركسى) منذ عام 2005.

## التعليم وبدايات المهنة
ولد براكاش كارات في رانغون (يانغون)، بورما في 7 فبراير، 1948. كان والده يعمل مع السكك الحديدية البريطانية. عائلة كارات هم Nairs من قرية ايلابوللى في بالاكاد، كيرالا. فقد براكاش كارات والده وهو لا يزال في المدرسة وانتقل إلى مدراس مع والدته رادها وشقيقته كمالا. الأخت توفيت في سن المراهقة والأم عملت في وظيفة كوكيل لشركة التأمين على الحياة في الهند. قضى كارات تعليمه الجامعى في كلية مدراس المسيحية كطالباقتصاد، حيث حصل على جائزة أفضل إنجاز، وكان مقيما في قاعة سانت توماس. وتخرج مع ميدالية ذهبية وحصل على منحة لبريطانيا في جامعة ادنبره البريطانية، لدرجة الماجستير في السياسة. في عام 1970 حصل على درجة الماجستير من جامعة أدنبرة لأطروحة «اللغة والسياسة في الهند الحديثة».
في ادنبره التقى مع البروفيسور فيكتور كيرنان، الماركسي الشهير، وأصبح شيوعيا حادا. نشاطه السياسي بدأ مع الاحتجاجات في الجامعة المناهضة للفصل العنصري، وتم طرده لذلك. تم إلغاء الطرد في وقت لاحق بناء على سلوكه الجيد. عاد كارات إلى الهند في عام 1970 وانضم إلى المؤسسة الرائدة، جامعة جواهرلال نهرو في نيودلهي. كارات كان واحدا من مؤسسي اتحاد طلبة الهند (SFI)، الجناح الطلابي للحزب الشيوعى الهندى (الماركسى) في جامعة جواهرلال نهرو. كان قد تورط مع السياسة الطلابية وانتخب الرئيس الثالث لاتحاد طلاب جامعة جواهر لال نهرو. كما أنه أصبح أول رئيس لاتحاد طلبة الهند بين عامي 1974 و1979. عمل بشكل سري لمدة سنة ونصف أثناء حالات الطوارئ في الهند في 1976-1975. ألقي القبض عليه مرتين وأمضى 8 أيام في السجن.

## الحياة الشخصية
براكاش كارات تزوج من بريندا كارات، النى أصبحت زميله الطرففي الحزب، في عام 1975. بريندا كانت مع طيران الهند في لندن، قبل أن تتفرغ للحزب الشيوعي الهندي (الماركسي). بريندا ارتفعت أيضا في صفوف الحزب وكلاهما من الأعضاء النشطين في الحزب الشيوعي الهندي (الماركسي). وقد قررا أنهم لن يكون لها أي أطفال من اجل المصلحة العامة للحزب.

## الحزب الشيوعي
بعد عودته إلى الهند في عام 1970، انضم كارات إلى جامعة جواهرلال نهرو، وبعد ذلك الحزب الشيوعى الهندى (الماركسى). بدأ العمل كمساعد لزعيم الحزب أ. ك. غوبالان، القائد الأسطوري الشيوعية من ولاية كيرالا. انتخب براكاش كارات عضوا في اللجنة المركزية للحزب الشيوعي الهندي (الماركسي) في عام 1985 وأصبح عضوا في 'المكتب السياسي' في عام 1992. تولى منصب الأمين العام للحزب الشيوعى الهندى (الماركسى) كأصغر شخص تولى هذا المنصب على الإطلاق في عام 2005 ,على ملعب تالكاتورا في دلهي.

## زعيم الحزب
انتخب كارات عضوا في اللجنة المركزية للحزب الشيوعي الهندي (الماركسي) في عام 1985 وأصبح عضوا في المكتب السياسي في عام 1992. المكتب السياسي هو الجناح الرئيسية لصنع القرار في الحزب. في عام 2005، انتخب الأمين العام، المنصب الأكثر تأثيرا في بنية الحزب. بعض المحللين يدعون أن كارات يبشر بتغير جيلي جديد داخل الحزب الشيوعي الهندي (الماركسي). في مقابلة اجريت معه مؤخرا، أبلغ عن الحالة المزرية للعمال الهنود في دول الخليج مثل الإمارات وقطر والمملكة العربية السعودية، الخ، حيث يعاملون كالعبيد، ولا تدفع رواتبهم لعدة أشهر ويتم مصادرة جوازات سفرهم من قبل أرباب العمل. هو وافق على أن رفع حالة الهنود العاملين في جميع أنحاء العالم أكثر أهمية من تفجير القنابل نووية.

## الكتابات الأكاديمية والسياسية
منذ عام 1992، كارات من هيئة تحرير المجلة الأكاديمية للحزب الشيوعي الهندي (الماركسي) ،تسمى المجلةالماركسي. وهو أيضا العضو المنتدب ل Leftword. وهو مؤلف ثلاثة كتب,
- اللغة، الجنسية والسياسة في الهند (1972)
- عالم للفوز—مقالات في البيان الشيوعي (1999)، معدل
- عبر الزمن والقارات : هبه لفيكتور كيرنان (2003)، معدل